# Иглесиас, Альберто
Альбе́рто Игле́сиас Ферна́ндес-Берри́ди (исп. Alberto Iglesias Fernández-Berridi; род. в 1955 году в Сан-Себастьяне, Испания) — испанский композитор, пишущий музыку для кино, трёхкратный номинант на премию «Оскар» (2006, 2008, 2012). Иглесиас неоднократно сотрудничал с популярным испанским режиссёром Хулио Медемом, сочинял музыку к фильмам Фернанду Мейреллиша, Джона Малковича, Стивена Содерберга и Томаса Альфредсона, но наиболее примечательный союз у композитора сложился с Педро Альмодоваром. Иглесиас также причастен к концертным аранжировкам, камерной музыке и балету.

## Биография

### Образование
Музыкальное образование Альберто Иглесиас начал получать в своём родном городе, постигая гармонию, полифонию и игру на фортепиано, затем в Париже обучался композиции и продолжал брать уроки игры фортепиано. Кроме того, в барселонской студии Phonos Иглесиас знакомился с методами электроакустической композиции. В конце своего «формального» обучения Иглесиас организовал дуэт с Хавьером Наваррете — в будущем также известным кинокомпозитором. Дуэт, существовавший в период с 1981 по 1986 годы, исполнял электронную музыку, и устраивал гастроли. Совершённые в рамках этого сотрудничества музыкальные открытия серьёзно повлияли на творческое своеобразие Иглесиаса.

### Карьера кинокомпозитора
В середине 1980-х годов Иглесиас благодаря личным связям своего брата Хосе Луиса совершил прорыв в индустрию кино. Поначалу, работая над басконскими фильмами, композитор не снискал популярности у киноаудитории, однако получил хорошую репутацию среди производителей кинопродукции.
В конце 1980-х Иглесиас стал сотрудничать с начинающим в то время, а впоследствии одним из самых важных для испанского кинематографа режиссёром Хулио Медемом.
После периода работы творческого дуэта над короткометражными лентами были отсняты полнометражные «Коровы» и «Рыжая белка». Успех этих фильмов добавил славы молодому композитору.

#### «Коровы»
В «Коровах» Иглесиас с помощью музыки продемонстрировал атмосферу леса, на протяжении фильма являющегося постоянным местом действия для всего повествования, а каждому задействованному в сюжете характеру композитор придал своё собственное музыкальное «Я». Данный результат вкупе с многочисленными звуковыми эффектами обратил на Иглесиаса внимание кинообщественности и принёс ему номинацию на «Гойю».

#### «Рыжая белка»
Последовавшая «Рыжая Белка» укрепила репутацию композитора, и его, наконец, удостоили престижной кинопремии. В «Рыжей белке» музыка призвана подчеркнуть состояние потерянности главной героини фильма и неотступность её преследователя. Выражение одержимости здесь достигается через настойчивое звучание чалапарты — народного ударного инструмента басков. В фильме можно услышать песню Иглесиаса, по сценарию написанную одним из персонажей и по мере развития сюжета приобретающую различный смысл. Изданный саундтрек «Рыжей белки» оказался уникальным для своего времени, и даже получил свою долю критики за то, что треки оригинальной музыки Иглесиаса сопровождались фрагментами диалогов из фильма.

### Пик популярности
Получив известность, Альберто Иглесиас стал востребованным многими испанскими режиссёрами. В их кинопроизведениях композитор продолжил демонстрировать своё творческое умение, в частности — в написании и обработке композиций для струнных. Яркими примерами широкого использования Иглесиасом инструментов данного класса могут служить две музыкальные пьесы из фильма «Стреляй!» Карлоса Сауры, а также саундтрек фильма Даниэля Кальпарсоро «Переезды», который полностью состоит из композиций для струнного квартета, включающего трио виолончелей и контрабас.

#### «Цветок моей тайны»
В 1995 году образовался наиболее значительный творческий союз в карьере Иглесиаса. Для записи саундтрека к фильму «Цветок моей тайны» его пригласил режиссёр Педро Альмодовар. Как и в случае с «Переездами», в фильме Альмодовара задействовано минимальное количество музыки, записанной с помощью пары альтов и виолончели. Начиная с этой кинокартины именно Альберто Иглесиас неизменно сочинял музыку для кинолент знаменитого режиссёра.

#### «Земля»
Третьим полнометражным фильмом Хулио Медема, над которым работал Иглесиас, стала «Земля», вышедшая в 1996 году. На данном этапе Медем уже являлся одним из признанных режиссёров Испании, его авторитет способствовал продвижению картин, снятых под его руководством. «Земля» в 1996 году участвовала в основной программе Каннского кинофестиваля, а музыка фильма, написанная в постромантическом стиле, позволила Иглесиасу получить своего второго «Гойю». В том же году композитор был приглашён в жюри Кинофестиваля в Сан-Себастьяне.

#### «Горничная с „Титаника“»
В 1997 году выходят фильмы с музыкой Иглесиаса — «Горничная с „Титаника“» каталонского режиссёра Бигаса Луны и «Живая плоть» — результат второго сотрудничества композитора с Альмодоваром. Оба саундтрека пронизаны ностальгией, сочетанной в первом случае с воспоминаниями персонажа Айтаны Санчес-Хихон о мимолётном романе, а во втором — болью и ревностью ухажёра главной героини, которого играет Хавьер Бардем.

#### «Любовники полярного круга»
Завоёванные Иглесиасом «Гойя» и другие награды сопровождали очередной успех и признание Хулио Медема в связи с его фильмом «Любовники полярного круга». Саундтрек этого фильма — вероятно, одна из самых сложных работ Иглесиаса. На музыкальное воссоздание арктической атмосферы, зарождающейся из образов северной природы, а также подробное воплощение всех нюансов в характерах двух главных героев, их отношения и чувств друг к другу потребовалось около четырёх месяцев.

#### «Всё о моей матери»
Одним из пиков режиссёрской карьеры Альмодовара стал вышедший в 1999 году фильм «Всё о моей матери». Эта работа собрала более 40 наград на различных киносмотрах, включая «Оскар» за лучший фильм на иностранном языке. Альберто Иглесиас — автор саундтрека — также не остался без наград и получил, в том числе, очередного «Гойю». Эмоции и драматизм, присущие этой картине, проецируются на музыку Иглесиаса, который использовал, во-первых, джазовое оформление некоторых сцен, а во-вторых, масштабные оркестровки, реализованные с помощью Оркестра пражской городской филармонии. Кроме музыки Иглесиаса саундтрек включает две песни аргентинского композитора Дино Салуззи и композицию сенегальца Исмаэля Ло. Во время работы над картиной Альмодовар отклонил первый вариант саундтрека, и Альберто Иглесиасу пришлось создавать другой.
В 2000 году Иглесиасу в рамках Фестиваля испанского кино в Малаге вручили Премию имени Рикардо Франко. Этому событию была приурочена ретроспектива фильмов с музыкой лауреата. В Театре Сервантеса, являющимся местом проведения фестиваля, Иглесиас представил своё сочинение «Habitación en Do», посвящённое киномузыке. В данной работе можно услышать фрагменты записанной речи Джона Малковича, в режиссёрском дебюте которого в это время принимал участие Иглесиас.
В очередном фильме Медема «Люсия и секс», вышедшем в 2001 году, Иглесиасом были предложены две главные музыкальные схемы. Эпизоды, демонстрирующие отношения между двумя главными героями сопровождает мелодичный вальс. В то же время, задним планом служит звучание синтезатора, который воссоздаёт гипнотический эффект острова, являющимся местом действия для ряда сцен. Став обладателем пятым по счёту «Гойей» за лучшую музыку, Иглесиас сравнялся с лидером по числу наград в этой категории Хосе Ньето, а уже через год, после выхода фильма «Поговори с ней», он смог превзойти этот результат. Созданный Иглесиасом саундтрек для нового творения Альмодовара, получил от режиссёра следующую характеристику:

Музыка (…) служит героям крышей и землёй и прикрывает действие словно воздушное кашемировое одеяло в холодную зимнюю ночь.
Оригинальный текст (исп.)a música (…) sirve de techo y de suelo a los personajes y arropa la acción como porosa manta de cachemira en una fría noche invernal

Продолжением сотрудничества между Иглесиасом и Альмодоваром стал фильм-провокация «Дурное воспитание». В соответствии с тем, что данный триллер был снят под влиянием творчества Хичкока, при записи саундтрека Иглесиас опирался на работы Бернарда Херрманна для фильмов «Психо» и «Головокружение» — классику музыкального сопровождения кино.
Благодаря фильму Фернанду Мейреллиша «Преданный садовник» Иглесиас впервые всерьёз удостоился внимания американских критиков. Отличающийся минимализмом, построенный на звучании фортепиано, струнных и вставок хорового исполнения саундтрек позволил композитору стать номинантом «Оскара». Иглесис мог бы повторить этот результат с шестым совместным с Альмодоваром проектом — фильмом 2006 года «Возвращение». Саундтрек наиболее близок к музыке «Цветка моей тайны» — первому опыту сотрудничества Иглесиаса и Альмодовара — и отличается более «лёгким» звучанием по сравнению с музыкой Иглесиаса из предыдущих кинолент испанского режиссёра. Иглесиас со своей новой работой рассматривался такими кинокомпозиторами как Ханс Циммер, Габриэль Яред, Говард Шор и Густаво Сантаолалья в качестве фаворита «Оскара», но не попал в основной конкурс. При этом композитор стал лауреатом «европейского „Оскара“» в своей номинации.

#### «Бегущий за ветром»
В кинокартине режиссёра Марка Форстера «Бегущий за ветром», для истории, сопряжённой с событиями в Афганистане, понадобилась музыкальное оформление в эпическом ключе. Ориентиром должна была стать музыка из фильма «Лоуренс Аравийский». В соответствии с тематикой решено было использовать мотивы этнической культуры. Иглесиас при создании саундтрека отталкивался от испанских музыкальных традиций, индийской и ближневосточной музыки. После выхода картины в 2007 году композитор оказался среди номинантов «Оскара» и «Золотого глобуса» и получил премию «Спутник»».

#### «Че» и «Разомкнутые объятия»
Создавая саундтрек для документального фильма «Че», о знаменитом революционере, Иглесиас сотрудничал со Стивеном Содербергом, результатом чего вновь стала номинация на «Гойю». На эту же премию композитор претендовал после выхода нового фильма Альмодовара «Разомкнутые объятия».

### Прочая деятельность
В течение 1990-х Альберто Иглесиас сотрудничал с испанским танцовщиком и хореографом Начо Дуато. За это время Иглесиас стал автором музыки и продюсером нескольких балетов, включённых в репертуар Национального балета Испании и демонстрировавшихся во многих странах. Среди этих постановок — «Cautiva» (1992), «Tabulae» (1994), «Cero Sobre Cero» (1995) и «Self» (1997).

В кино я должен приспосабливаться к образам, которые дают мне, и иногда предлагать идеи, работая быстро; в танце это не так.
Оригинальный текст (исп.)En el cine me tengo que adaptar a las imágenes que me dan ya veces sintetizar las ideas, trabajando rápido; y en la danza, no tanto
— Альберто Иглесиас

## Фильмография
| Год  |     | Русское название             | Оригинальное название                 | Роль       |
| ---- | --- | ---------------------------- | ------------------------------------- | ---------- |
| 1980 | ф   |                              | Paisaje                               | композитор |
| 1980 | ф   |                              | Ikusmena                              | композитор |
| 1983 | ф   |                              | Guipuzkoa Donostia: Costa guipuzcoana | композитор |
| 1984 | ф   | Завоевание Албании           | La conquista de Albania               | композитор |
| 1984 | ф   | Смерть Микеля                | La muerte de Mikel                    | композитор |
| 1985 | ф   | Вечный огонь                 | Fuego eterno                          | композитор |
| 1985 | ф   |                              | Luces de bohemia                      | композитор |
| 1986 | ф   |                              | Memoria universal                     | композитор |
| 1986 | ф   |                              | Iniciativa privada                    | композитор |
| 1986 | ф   | Прощай, малышка              | Adiós pequeña                         | композитор |
| 1987 | ф   |                              | Las seis en punta                     | композитор |
| 1987 | ф   |                              | Balada da Praia dos Cães              | композитор |
| 1988 | ф   |                              | Martín                                | композитор |
| 1989 | ф   |                              | Lluvia de otoño                       | композитор |
| 1991 | ф   |                              | El sueño de Tánger                    | композитор |
| 1992 | ф   |                              | La vida láctea                        | композитор |
| 1992 | ф   | Коровы                       | Vacas                                 | композитор |
| 1993 | ф   | Рыжая белка                  | La ardilla roja                       | композитор |
| 1993 | ф   | Стреляй!                     | ¡Dispara!                             | композитор |
| 1994 | тф  |                              | La mujer de tu vida 2: La mujer gafe  | композитор |
| 1995 | ф   |                              | Una casa en las afueras               | композитор |
| 1995 | ф   | Цветок моей тайны            | La flor de mi secreto                 | композитор |
| 1996 | ф   | Земля                        | Tierra                                | композитор |
| 1996 | ф   | Переезды                     | Pasajes                               | композитор |
| 1997 | ф   | Живая плоть                  | Carne trémula                         | композитор |
| 1997 | ф   | Горничная с «Титаника»       | La femme de chambre du Titanic        | композитор |
| 1998 | ф   | Любовники полярного круга    | Los amantes del Círculo Polar         | композитор |
| 1999 | ф   | Всё о моей матери            | Todo sobre mi madre                   | композитор |
| 1999 | ф   |                              | La part de l’ombre                    | композитор |
| 2001 | ф   | Люсия и секс                 | Lucía y el sexo                       | композитор |
| 2002 | ф   | Танцующая наверху            | The Dancer Upstairs                   | композитор |
| 2002 | ф   | Поговори с ней               | Hable con ella                        | композитор |
| 2003 | док | Команданте                   | Comandante                            | композитор |
| 2003 | док | Террор в Москве              | Terror in Moscow                      | композитор |
| 2003 | ф   | Возьми мои глаза             | Te doy mis ojos                       | композитор |
| 2004 | ф   | Дурное воспитание            | La mala educación                     | композитор |
| 2005 | ф   | Преданный садовник           | The Constant Gardener                 | композитор |
| 2006 | ф   | Возвращение                  | Volver                                | композитор |
| 2007 | ф   | Бегущий за ветром            | The Kite Runner                       | композитор |
| 2008 | ф   | Че: Часть вторая             | Che: Part Two                         | композитор |
| 2008 | ф   | Че: Часть первая. Аргентинец | Che: Part One                         | композитор |
| 2008 | док |                              | Musik und Meer                        | композитор |
| 2009 | ф   | Разомкнутые объятия          | Los abrazos rotos                     | композитор |
| 2010 | ф   | Они продают даже дождь       | También la lluvia                     | композитор |
| 2010 | док |                              | José e Pilar                          | композитор |
| 2011 | ф   | Кожа, в которой я живу       | La piel que habito                    | композитор |
| 2011 | ф   | Монах                        | Le moine                              | композитор |
| 2011 | ф   | Шпион, выйди вон!            | Tinker Tailor Soldier Spy             | композитор |
| 2012 | ф   | Мина                         | Mina                                  | композитор |
| 2013 | ф   | Я очень возбуждён            | Los amantes pasajeros                 | композитор |
| 2013 | ф   | Двуликий Янус                | The Two Faces of January              | композитор |
| 2014 | ф   | Исход: Цари и боги           | Exodus: Gods and Kings                | композитор |
| 2015 | ф   | Ма Ма                        | Ma Ma                                 | композитор |
| 2016 | ф   | Джульетта                    | Julieta                               | композитор |
| 2019 | ф   | Боль и слава                 | Dolor y gloria                        | композитор |
| 2020 | ф   | Человеческий голос           | The Human Voice                       | композитор |
| 2022 | ф   | Параллельные матери          | Madres paralelas                      | композитор |

## Дискография
| Релизы    | Релизы                        | Релизы                          | Релизы                                  |
| --------- | ----------------------------- | ------------------------------- | --------------------------------------- |
| Год       | Название                      | Лейбл                           | Rate Your Music                         |
| 1992      | Cautiva                       | Musica Sin-Fin                  | альбом (англ.) на сайте Rate Your Music |
| 1992      | Vacas                         | Serdisco                        | альбом (англ.) на сайте Rate Your Music |
| 1993      | La ardilla roja               | Serdisco                        | альбом (англ.) на сайте Rate Your Music |
| 1995      | Una casa en las afueras       | Vinilo                          | альбом (англ.) на сайте Rate Your Music |
| 1995      | La flor de mi secreto         | Polydor Records                 | альбом (англ.) на сайте Rate Your Music |
| 1996      | Tierra                        | DRO EastWest                    | альбом (англ.) на сайте Rate Your Music |
| 1997 1998 | Carne trémula                 | BMG España Ariola RCA Records   | альбом (англ.) на сайте Rate Your Music |
| 1997      | La camarera del Titanic       | JMB Records                     | альбом (англ.) на сайте Rate Your Music |
| 1998      | Los amantes del Círculo Polar | RCA Victor                      | альбом (англ.) на сайте Rate Your Music |
| 1999      | Todo sobre mi madre           | Universal Music                 | альбом (англ.) на сайте Rate Your Music |
| 2001 2003 | Lucía y el sexo               | Nûba Palm Pictures              | альбом (англ.) на сайте Rate Your Music |
| 2002      | The Dancer Upstairs           | Nûba                            | альбом (англ.) на сайте Rate Your Music |
| 2002      | Hable con ella                | Milan Records                   | альбом (англ.) на сайте Rate Your Music |
| 2003      | Te doy mis ojos               | JMB                             | альбом (англ.) на сайте Rate Your Music |
| 2004      | La mala educación             | Sony Classical Sony Music Media | альбом (англ.) на сайте Rate Your Music |
| 2005      | The Constant Gardener         | Higher Octave Music             | альбом (англ.) на сайте Rate Your Music |
| 2006      | Volver                        | EMI Records                     | альбом (англ.) на сайте Rate Your Music |
| 2007      | The Kite Runner               | Deutsche Grammophon             | альбом (англ.) на сайте Rate Your Music |
| 2008      | Che                           | Varèse Sarabande Records        | альбом (англ.) на сайте Rate Your Music |
| 2009      | Los Abrazos Rotos             | EMI Records                     | альбом (англ.) на сайте Rate Your Music |
| 2010      | También La Lluvia             | Quartet Records                 | альбом (англ.) на сайте Rate Your Music |
| 2011      | Le Moine                      | Quartet Records                 | альбом (англ.) на сайте Rate Your Music |
| 2011      | La piel que habito            | Quartet Records                 | альбом (англ.) на сайте Rate Your Music |
| 2011      | Tinker, Tailor, Soldier, Spy  | Silva Screen Records            | альбом (англ.) на сайте Rate Your Music |

| Сборники | Сборники              | Сборники     | Сборники                                |
| -------- | --------------------- | ------------ | --------------------------------------- |
| Год      | Название              | Лейбл        | Rate Your Music                         |
| 2001     | Film Works: 1990-2000 | Nuba Records | альбом (англ.) на сайте Rate Your Music |

## Музыкальные произведения
Балет
- «Cautiva» (1992)
- «Tabulae» (1994)
- «Cero Sobre Cero» (1995)
- «Self» (1997)

Прочие произведения
- «Sh-h-h» (1988): пьеса для струнного квартета и электронных инструментов
- «Cautiva» (1992): произведение, положенное на тексты Эзры Паунда и Джеймса Джойса
- «Group of dogs» (1996): короткое произведение для ансамбля
- «A registered Patent» (2001): музыка к радиопостановке по тексту Хуана Муньоса в исполнении Джона Малковича
- «Habitación en Do» (2004): инструментальная пьеса для ансамбля
- «Assault to the Castle» (2006): вокально-оркестровое произведение
- «Orfeo en Palermo» (2007): оркестровка для соло виолончели, звукоимитатора, рассказчика и симфонического оркестра
- «In The Land of The Lemon Trees» (2009): произведение для сопрано, гитары и оркестра в трёх частях
- «Cuarteto Breve» (2010): пьеса для струнного квартета

## Признание
| Номинации и награды                         | Номинации и награды | Номинации и награды           | Номинации и награды                           |
| Год                                         | Результат           | Категория                     | Номинируемое произведение                     |
| ------------------------------------------- | ------------------- | ----------------------------- | --------------------------------------------- |
| Премия «Оскар»                              |                     |                               |                                               |
| 2006                                        | Номинация           | Лучшая музыка                 | Преданный садовник                            |
| 2008                                        | Номинация           | Лучшая музыка                 | Бегущий за ветром                             |
| 2012                                        | Номинация           | Лучшая музыка                 | Шпион, выйди вон!                             |
| Премия «BAFTA»                              |                     |                               |                                               |
| 2006                                        | Номинация           | Лучшая музыка к фильму        | Преданный садовник                            |
| 2008                                        | Номинация           | Лучшая музыка к фильму        | Бегущий за ветром                             |
| 2012                                        | Номинация           | Лучшая музыка к фильму        | Шпион, выйди вон!                             |
| Каннский кинофестиваль                      |                     |                               |                                               |
| 2006                                        | Победа              | Лучшая музыка к фильму        | Преданный садовник                            |
| Премия CEC                                  |                     |                               |                                               |
| 2000                                        | Номинация           | Лучшая музыка                 | Всё о моей матери                             |
| 2003                                        | Победа              | Лучшая музыка                 | Поговори с ней                                |
| 2004                                        | Победа              | Лучшая музыка                 | Возьми мои глаза                              |
| 2005                                        | Номинация           | Лучшая музыка                 | Дурное воспитание                             |
| 2007                                        | Победа              | Лучшая музыка                 | Возвращение                                   |
| 2009                                        | Номинация           | Лучшая музыка                 | Че: Часть первая. Аргентинец                  |
| 2010                                        | Номинация           | Лучшая музыка                 | Разомкнутые объятия                           |
| 2011                                        | Победа              | Лучшая музыка                 | Они продают даже дождь                        |
| 2012                                        | Номинация           | Лучший композитор             | Кожа, в которой я живу                        |
| Премия Европейской киноакадемии             |                     |                               |                                               |
| 2004                                        | Номинация           | Лучший композитор             | Возьми мои глаза Дурное воспитание            |
| 2006                                        | Победа              | Лучший композитор             | Возвращение                                   |
| 2009                                        | Победа              | Лучший композитор             | Разомкнутые объятия                           |
| 2011                                        | Номинация           | Лучший композитор             | Кожа, в которой я живу                        |
| 2012                                        | Победа              | Лучший композитор             | Шпион, выйди вон!                             |
| Золотой глобус                              |                     |                               |                                               |
| 2008                                        | Номинация           | Лучшая музыка к фильму        | Бегущий за ветром                             |
| Премия «Гойя»                               |                     |                               |                                               |
| 1993                                        | Номинация           | Лучшая музыка                 | Коровы                                        |
| 1994                                        | Победа              | Лучшая музыка                 | Рыжая белка                                   |
| 1997                                        | Победа              | Лучшая музыка                 | Земля                                         |
| 1999                                        | Победа              | Лучшая музыка                 | Любовники полярного круга                     |
| 2000                                        | Победа              | Лучшая музыка                 | Всё о моей матери                             |
| 2002                                        | Победа              | Лучшая музыка                 | Люсия и секс                                  |
| 2003                                        | Победа              | Лучшая музыка                 | Поговори с ней                                |
| 2007                                        | Победа              | Лучшая музыка                 | Возвращение                                   |
| 2009                                        | Номинация           | Лучшая музыка                 | Че: Часть первая. Аргентинец                  |
| 2010                                        | Победа              | Лучшая музыка                 | Разомкнутые объятья                           |
| 2011                                        | Победа              | Лучшая музыка                 | Они продают даже дождь                        |
| 2012                                        | Победа              | Лучшая музыка                 | Кожа, в которой я живу                        |
| Кинофестиваль в Грамаду                     |                     |                               |                                               |
| 1999                                        | Победа              | Лучшая музыка                 | Любовники полярного круга                     |
| Фестиваль латиноамериканского кино в Лериде |                     |                               |                                               |
| 2011                                        | Победа              | Выдающиеся заслуги            | —                                             |
| Премия Лондонского кружка кинокритиков      |                     |                               |                                               |
| 2012                                        | Номинация           | Технические достижения года   | Кожа, в которой я живу                        |
| Фестиваль испанского кино в Малаге          |                     |                               |                                               |
| 2000                                        | Победа              | премия «Рикардо Франко»       | —                                             |
| Премия «Спутник»                            |                     |                               |                                               |
| 2005                                        | Номинация           | Выдающаяся музыка             | Преданный садовник                            |
| 2007                                        | Победа              | Лучшая музыка                 | Бегущий за ветром                             |
| Premios de la Música                        |                     |                               |                                               |
| 2000                                        | Победа              | Лучший саундтрек              | Всё о моей матери                             |
| 2004                                        | Номинация           | Лучший саундтрек              | Возьми мои глаза                              |
| 2005                                        | Номинация           | Лучший саундтрек              | Дурное воспитание                             |
| 2007                                        | Победа              | Лучший саундтрек              | Возвращение                                   |
| 2011                                        | Победа              | Лучший саундтрек              | Они продают даже дождь                        |
| Международный кинофестиваль в Вальядолиде   |                     |                               |                                               |
| 2012                                        | Победа              | Почётный колос                | —                                             |
| Венецианский кинофестиваль                  |                     |                               |                                               |
| 2002                                        | Победа              | Rota Soundtrack Award         | Танцующая наверху                             |
| World Soundtrack Awards                     |                     |                               |                                               |
| 2004                                        | Номинация           | Лучший композитор саундтреков | Дурное воспитание                             |
| 2006                                        | Победа              | Лучший композитор саундтреков | Преданный садовник                            |
| 2006                                        | Победа              | Лучший оригинальный саундтрек | Преданный садовник                            |
| 2008                                        | Номинация           | Лучший композитор саундтреков | Бегущий за ветром                             |
| 2008                                        | Номинация           | Лучший оригинальный саундтрек | Бегущий за ветром                             |
| 2012                                        | Победа              | Лучший оригинальный саундтрек | Шпион, выйди вон!                             |
| 2012                                        | Победа              | Лучший композитор саундтреков | Шпион, выйди вон! Мина Кожа, в которой я живу |